# Zahodna Slovenija
Zahodna Slovenija (koda NUTS SI02) je ena od dveh kohezijskih regij v Sloveniji po drugi ravni evropskega sistema klasifikacije teritorialnih enot (NUTS-2). Je manjša od obeh regij in zajema 39,5 % ozemlja države ter približno 48 % prebivalstva. Hkrati je gospodarsko razvitejša, leta 2008 je prispevala 55,7 % državnega BDP.
Največje mesto regije je Ljubljana, med ostalimi večjimi mesti v regiji pa so še Kranj, Koper, Kamnik, Jesenice, Domžale, Nova Gorica, Izola in Škofja Loka.
Nadalje se deli na naslednje statistične regije:
- SI02 – Zahodna Slovenija
  - SI021 Osrednjeslovenska
  - SI022 Gorenjska
  - SI023 Goriška
  - SI024 Obalno-kraška

Regije nimajo administrativne funkcije in tudi kohezijski regiji obstajata zgolj v namen uveljavljanja evropske regionalne politike.